# Розенфельд, Борис Матвеевич
Бори́с Матве́евич Розенфе́льд (род. 1 октября 1933, Новосибирск, СССР) — советский и российский писатель, музыковед и театровед.

## Биография
Родился 1 октября 1933 года в Новосибирске. В 1956 году окончил театральную студию Новосибирского драматического театра «Красный факел», где среди его наставников был советский актер и режиссер, народный артист СССР Е. С. Матвеев. После завершения обучения начал работу в Новосибирской государственной филармонии. В 1957 году переехал в Кисловодск, где стал артистом Государственной филармонии на Кавказских Минеральных Водах.
Был одним из инициаторов основания 17 декабря 1965 года Музея театральной и музыкальной культуры при филармонии, которым впоследствии более 40 лет руководил на общественных началах. Коллекция музея включает свыше 10 тысяч экспонатов, среди которых старинные ноты (клавиры, партитуры), фотографии, архивы рукописей, редкая библиотека научных изданий и изобразительный фонд. Среди уникальных предметов коллекции — белый рояль фирмы «Блютнер» 1914 года и черный рояль «Беккер» 1888 года. Также в музее хранятся оригинальные документы семьи Василия Ильича Сафонова, включая письма, фотографии, афиши и программы концертов, которые были переданы музею его внуком, Ильей Кирилловичем Сафоновым.
Борис Розенфельд стал инициатором обращения к Александру Солженицыну с просьбой подтвердить факт его рождения в Кисловодске.

## Творческая деятельность
Со второй половины 1960-х годов проводил в Музее театральной и музыкальной культуры культурную программу «Театральная суббота», всего более 300 «Театральных суббот». На этих встречах выступали деятели культуры, включая писателей братьев Вайнеров и Юлиана Семёнова, композиторов Дмитрия Кабалевского, Вениамина Баснера и Яна Френкеля, поэта Михаила Танича, сатириков Евгения Петросяна, Михаила Жванецкого и Лиона Измайлова, а также исполнителей авторской песни Татьяны и Сергея Никитиных.
Писал книги совместно с краеведами Евгенией Борисовной и Леонидом Николаевичем Польскими: «Дорогие адреса» (1974 году), «И звезда с звездою говорит» (1980), «Ессентукские встречи» (1984), «Встречи у источников» (2005). Также писал собственные произведения: «Курорт Ессентуки» (1984), «Кисловодск» (1988), «Сергей Есенин и музыка» (1988) и другие. Кроме того, он участвовал в создании таких изданий как «Лермонтовская энциклопедия» (1981) и «Кавказские Минеральные Воды, 1903—2003» (2003).

## Литературное наследие
Борис Матвеевич Розенфельд — автор множества статей, эссе и сценариев, посвящённых культурной жизни региона. Его работы публиковались как в центральной, так и краевой прессе, а также в формате сценариев для телепередач и документальных фильмов.
Монографии Бориса Розенфельда:
- Дорогие адреса. Памятные места Кавказских Минеральных Вод / Е. Польская, Б. Розенфельд; вступ. ст. В. А. Мануйлова. — Ставрополь: Кн. изд-во, 1974. — 176 с.
- «И звезда с звездою говорит…»: кн. очерков / Е. Польская, Б. Розенфельд. — Ставрополь: Кн. изд-во, 1980. — 286 с.
- Кисловодск (Фотоальбом) / Текст и сост. Б. М. Розенфельд; Фот. Ю. П. Жванко. — М.: Планета, 1982. — 176 с. : ил.; 24 см + прилож. (16 с. ; 23 см). — (Курорты СССР).
- Лермонтов в музыке: справочник / сост. Л. И. Морозова, Б. М. Розенфельд; вступ. ст. В. Жданова. — М.: Советский композитор, 1983. — 176 с.
- Курорт Ессентуки / текст и сост. Б. М. Розенфельд; фот. Ю. П. Жвако, В. Павленко. — Ставрополь: Кн. изд-во, 1984. — 71 с.: ил.
- Ессентукские встречи / Е. Польская, Б. Розенфельд. — Ставрополь: Кн. изд-во, 1984. — 224 с.: ил.
- Симфонический оркестр Государственной филармонии на Кавказских Минеральных Водах: буклет / Б. М. Розенфельд. — Л.: Ленуприздат, 1986. — 17 с.: ил.
- Кисловодск = Kislovodsk (Фотоальбом) / текст и сост. Б. Розенфельд; худ. Ю. П. Фролов; фото Ю. П. Жванко. — 2-е изд., доп. — М.: Планета, 1988. — 170 с.: ил., цв. ил.
- Высоцкий В. С., 1938—1988: к 50-летию со дня рождения: указ. лит. / сост. Б. М. Розенфельд, И. Петросова. — Кисловодск, 1988. — 17 с.: ил.
- Сергей Есенин и музыка: справочник / Б. Розенфельд. — М.: Сов. композитор, 1988. — 88 с.; 22 см — ISBN 5-85285-027-6
- Звучала музыка на Водах / Г. Воронина, Б. Розенфельд. — Кисловодск: Медицина, 1993. — 137 с.: ил.
- Анна Ахматова, Марина Цветаева, Осип Мандельштам и Борис Пастернак в музыке: нотография / Б. М. Розенфельд. — Стенфорд, 2003. — 175 с. — ISBN 978-1572010642; ISBN 1-572-01064-9
- Мои друзья — мое богатство: очерки, эссе / Б. Розенфельд. — Пятигорск; Кисловодск: МИЛ, 2003. — 208 с.: ил.
- Встречи у источников: 180-летию Ессентуков посвящается / Е. Польская, Л. Польской, Б. И. Розенфельд. — Ессентуки: БЛГ, 2005. — 267 с.: ил.
- Малознакомый Кисловодск: исторические места Кисловодска / Б. М. Розенфельд. — М., 2005. — 271 с. : ил., портр.; 20 см — ISBN 5-85438-014-5
- В краю снежных гор (Фотоальбом) / авт. текстов Б. М. Розенфельд; фото Ю. П. Жванко. — Пятигорск: Снег, 2009. — 303 с. : цв. ил.; 33 см.
- Встречи у источников / Е. Польская, Л. Польской, Б. И. Розенфельд. — Доп. и изм. изд. — Ессентуки : БЛГ, 2009. — 296 с. : ил.
- Шаляпин на Кавказе / Б. М. Розенфельд; отв. ред. С. Н. Парамонов. — Пятигорск: Снег, 2010. — 223 с. : ил., портр., цв. ил.; 29 см + CD-ROM. — ISBN 978-5-903129-22-5
- Лермонтов в музыке : справочник / Б. М. Розенфельд, Л. И. Морозова; под ред. Л. Л. Тумаринсона. — 2-е изд., испр. и доп. — Кисловодск : Изд-во КГТИ, 2014. — 320 с. — 21 см — ISBN 978-5-904519-42-1
- Белая вилла: мемориальный музей-усадьба Н. А. Ярошенко в Кисловодске / Б. М. Розенфельд; рис. Н. А. Ярошенко. — Пятигорск: Снег, 2014. — 368 с.: ил., портр., фотографии, цв. ил.; 29 см — ISBN 978-5-903129-60-7
- Шаляпин на Кавказе / Б. М. Розенфельд. — 2-е изд., испр. и доп. — Пятигорск : Снег, 2020. — 223 с. : ил., портр., цв. ил.; 29 см + [1] CD. — ISBN 978-5-6045516-0-8
- Кисловодск — приют прекрасных вдохновений / Б. М. Розенфельд. — Пятигорск : Снег, 2020. — 253 с. : ил., портр., факс., цв. ил., портр.; 29 см — ISBN 978-5-6043923-8-6
- Мои друзья — моё богатство / Б. М. Розенфельд. — 2-е изд., испр. и доп. — Кисловодск : [б. и.] ; Пятигорск : Снег, 2023. — 287 с. : ил., портр., факс.; 22 см — ISBN 978-5-6049220-1-9
- Есенин в музыке : справочник / Б. М. Розенфельд. — 2-е изд., испр. и доп. — Пятигорск : Снег, 2024. — 239 с.; 22 см — ISBN 978-5-6050922-4-7

Публикации в сборниках и периодических изданиях:
- «Дети Ванюшина» в Кисловодске / Б. Розенфельд // Кавказская здравница. — 1966. — 20 декабря.
- Блистательная Айседора / Б. Розенфельд // Кавказский край. — 1992. — № 14. — С. 12.
- Альбом с золотым обрезом: [о семейных альбомах В. Мейерхольда, Ю. Слезкина, Бартеневой] / Б. Розенфельд // Кавказская здравница. — 2000. — 26 февраля. — С. 5.
- Венские встречи: [о поездке автора в Вену, о семье Лозинских, о Штраусе] / Б. Розенфельд // Кавказская здравница. — 2000. — 28, 29 июля.
- Василий Ильич Сафонов (к 150-летию со дня рождения) / Б. Розенфельд // Ставропольский хронограф на 2002 год: краевед. сб. — Ставрополь, 2002. — С. 27-34.
- «Для родины моей я сделал все…»: [о русском пианисте и дирижере В. И. Сафонове] / Б. Розенфельд // Ставропольская правда. — 2002. — 15 февраля. — С. 3, фото.
- Главный дом Кисловодска: [о даче русского художника Н. А. Ярошенко «Белая вилла»] / Б. Розенфельд // Кавказская здравница. — 2003. — 5 июля. — С. 5.
- Джентльменский роман: [о судьбе и творчестве писателя и острослова Н. Я. Агнивцева] / Б. Розенфельд // Кавказская здравница. — 2003. — 19 февраля. — С. 4, фото.
- «Выхожу один я на дорогу» (Е. С. Шашина) / Б. М. Розенфельд // Лермонтовский текст: ставропольские исследователи о жизни и творчестве М. Ю. Лермонтова. — Ставрополь, 2004. — С. 791—794.
- Музыка моего сердца… (композиторы-современники М. Ю. Лермонтова) / Б. М. Розенфельд // Лермонтовский текст: ставропольские исследователи о жизни и творчестве М. Ю. Лермонтова. — Ставрополь, 2004. — С. 776—781.
- Скромнее скромного: [к 70-летию со дня рождения Гургена Вараздатовича Курегяна] / Б. Розенфельд // Ставропольский хронограф на 2012 год: краевед. сб. — Ставрополь, 2012. — С. 368—372.

## Признание и награды
Борис Матвеевич Розенфельд был удостоен ряда государственных наград и почётных званий в признание его вклада в развитие культуры России:
- в 1991 году ему присвоено звание «Заслуженный работник культуры России».
- в 1994 году награждён медалью в честь 190-летия со дня рождения М. Ю. Лермонтова.
- в 1995 году стал лауреатом Есенинского фестиваля, посвящённого 100-летию со дня рождения С. А. Есенина, и был удостоен юбилейной медали I степени.
- в 2000 году награждён медалью «За заслуги перед Ставропольским краем»[9].
- в 2001 году принят в Союз композиторов Российской Федерации.
- в 2003 году награждён медалью в честь 200-летия Кавказских Минеральных Вод.
- в 2011 году его книга «Шаляпин на Кавказе» была отмечена Всероссийской историко-литературной премией «Александр Невский».
- в 2013 году принят в Союз писателей России.
- в 2014 году получил звание «Почётный гражданин Ставропольского края»[10].
- в 2017 году стал членом Союза журналистов России.
- в 2020 году стал почётным гражданином города-курорта Кисловодска.